# 白皮杉醇葡萄糖苷
白皮杉醇葡萄糖苷（英語：Astringin）是一种芪类化合物、白皮杉醇的3-β-D-葡萄糖苷。
它可以在北美云杉和挪威云杉的树皮中找到。
它也存在于葡萄细胞培养物和葡萄酒中。